# 결정적 성화론
결정적 성화론(영어: Definitive Sanctification)은 존 머레이의 성화 (기독교)론으로 근본적 성화론으로도 불린다.  그의 성화론은 시간적인 관점에서 둘로 나뉘며 단번 즉, 일회성에 주어지는 것과 과정적인 성격을 가진 것으로 보고 있다.  그의 개념의 특징은 기존에 있었던 성화론 즉,  점진적인 것만을 보았던 측면에서 일시적인 측면을 추가한 것인데, 이것이 바로 결정적 성화론이다.  그의 주장의 증거는 성경에 있다. 그는 칭의와 성화가 그리스도의 구속 사역으로 인해 신자에게 은혜고 주어지는 일시적인 효과를 중시하며, 그것이 같는 의미가 매우 크다고 주장하였다.

## 성경적 근거구절[2]

### 로마서 6:1 이하
6장 2절에서 죄에 대하여 죽었기 때문에 더 이상 죄 가운데 살아갈 수 없는 존재가 되었다는 것이다. 여기서 그는 죄에 대하여 죽었다라는 선언적인 성격이 신자가 더 이상의 죄의 영역과의 관련성을 끊었다고 보았다. 12,13 절에서의 의의 병기로 하나님께 드리라는 것은 바로 이 결정적 성화론의 전제에서 말하고 있다는 주장이다.

### 베드로 전서 2:24, 4:1,2
베드로전서 2:24은 그리스도의 대속적 죽음이 신자들이 죄에 대해서 죽는 결과를 가져오는 죽음으로 말하고 있음을 지적하고 있다.
베드로전서 4:1,2에서는 육체의 고난이 주님에게 연합된 신자들에게 죄에 대한 죽음의 사건이 일어나게 한다는 것이다.

### 요한일서 3:6,9, 5:18
머레이는 이 구절이 완전주의자들의 해석이 잘못되었고, 오히려, '하나님께로서 난 자들이 죄를 짓지 않는다'의 의미는 결정적 성화상태를 의미하는 것이라고 주장한다.

## 신학적 의의[3]
- 성화교리를 칭의의 원리와 같은 범주에서 이해하려고 하였다.
- 예수 그리스도의 죽음과 부활이 그와 연합한 신자의 성화의 삶에 영향을 미치는 영향을 '죄에 대하여 죽음'이라는 개념을 통하여 분명히 제시하였다.
- 결정적 성화의 의의는 점진적 성화를 추구하기 위한 발판을 제공한 것이다.
- 칼빈의 율법의 제 3의 기능을 강조하는 데에 기여하였다.

## 존 머레이의 견해
존 머레이의 결정적 성화
존 머레이(John Murray)와 같은 칼빈주의 신학자는, 결정적인 성화론(Definitive sanctification)이라는 그의 논문에서 칼빈의 관점을 더 발전시켜 성화의 기독론적 바탕을 성경적으로 명확히 규명함으로써 개혁주의 성화론의 발전에 획기적인 기여를 했다고 인정받고 있다.
머레이는 '예수 그리스도의 죽음과 부활이 우리의 칭의와의 관계에서 갖는 의미는 개신교 가르침의 전면에 부각되어 왔으나, 성화와의 관련성은 그 동안 충분히 고려되지 못했다'고 지적하고,칭의가 그리스도의 죽음과 부활에 직접적으로 관련되는 것처럼 성화도 그러하다는 점을 바로 이해하는 것이 중요하다고 역설한다. 그는 우선적으로 로마서 6장을 근거로 근본적인 성화의 의미를 설명하고 있다. 머레이에 따르면, 로마서 6장에서 바울 사도는 예수의 죽음과 부활이 신자의 성화와 직접적으로 관련된 것으로 이해하고 있다. 신자의 성화는 신자가 예수의 죽음과 부활에 연합함에 뿌리를 두고 있다. 예수의 죽음과 부활에서부터 신자를 죄에 대해 죽게 하고 의에 대해 다시 살게 하는 능력, 다이내믹이 유출된다. 이 신자의 죽음과 부활을 가능케 한 예수의 죽음과 부활에서 흘러나오는 효능이 '신자의 성화의 영속적인 원동력이다.
머레이에 의하면, 우리가 예수와 연합함으로써 죄에 대해 죽었다는 (롬6:2) 바울 사도의 말은 우리가 단순히 심리적으로 그렇다고 여겨야 한다는 비유적인 표현이 아니라 우리에게 실제적으로 일어난 사건을 의미한다.그러면 죄에 대해 죽었다는 말은 과연 무엇을 의미하는가? 물론 이 말은 우리 안에 모든 죄가 없어졌다거나 죄성이 완전히 제거되어다는 것을 의미하지 않는다. 또한 우리가 더 이상 죄의 유혹을 받지 않게 되었다는 것을 의미하지도 않는다. 우리 안에 있는 죄가 죽었다는 말이 아니라 우리가 죄에 대하여 죽었다는 말이다. 이 말은 죄와의 결정적인 결별을 의미한다. 죄와 확실하게 그리고 즉각적으로 분리되었다는 것이다. 여기서 죽었다는 동사( )는 아오리스트 시제로 사용하고 있다. 이것은 죄와 단회적이면서도 영구적인(once-and-for all), 결정적인(definitive) 결별을 했다는 것을 뜻한다. 다시 반복될 수 없이(irrversible) 죄와 분리된 것이다. 이것은 '죄의 지배에서 전격적으로 해방된 것'을 의미한다.죄와 사망이 지배하는 영역에서 하나님의 의와 은혜가 왕노릇하는 영역으로 우리의 존재 영역이 획기적으로 전환되었다는 것을 의미한다. 더 이상 죄와 사단이 우리를 지배하지 못하는 영역, 죄와 사망의 권세가 분쇄되고 성령의 자유케 하는 능력이 역사하는 영적인 영역, 바울 사도가 말하는 하늘의 영역 속에서(엡1:3) 우리가 살게 되었다는 것이다. 
머레이의 견해에 의하면, 예수 믿을 때 칭의와 함께 결정적인 성화가 일어난다. 이 근본적인 성화가 일어났기에 그 바탕 위에서 점진적인 성화가 가능하다. 그러므로 성화는 점진적일 뿐 아니라 즉각적으로 이루어진다. 머레이는 '신약에서 성화에 대해 사용되고 있는 가장 특징적인 용어들은 어떤 진행 과정이 아니라 단번에 완성된 결정적인 사건을 의미하는 데 사용되고 있다'고 지적한다.예를 들어 고린도전서 1장 2절에 '그리스도 예수 안에서 거룩하여지고 성도라 부르심을 입은 자들'이라 했는데, 여기서도 '거룩하여지고'라는 완료형 시제의 동사가 사용되고 있다. 바울 사도가 자주 사용하는 성도( )라는 용어는 단순히 격식으로 붙여진 것이 아니라 이미 그리스도 안에서 거룩하여진 사실에 근거하여 부여된 영광스러운 칭호이다. 이 외에 고린도전도 6장 11절 ('주 예수 그리스도의 이름과 우리 하나님의 성령 안에서 씻음과 거룩함과 의롭다 하심을 얻었느니라'); 사도행전 20장 32절 ('거룩케 하심을 입은 모든 자'); 에베소서 5장 25절 이하)'거룩하게 하시고'); 골로새서 3장 1절 ('그리스도와 함께 다시 살리심을 받았으면'); 3장 3절('너희가 그리스도와 함께 죽었고 너희 생명이 그리스도와 함께 하나님 안에 감취었음이니라'); 3장 9절('옛사람과 그 행위를 벗어버리고 새사람을 입었으니'); 데살로니가전서 4장 7절; 데살로니가후서2장 13-14절 등의 성경 구절은 과거의 단회적인 사건을 의미하는 완료형이나 아오리스트 시제의 동사를 사용하고 있다.
결론적으로, 머레이에 따르면 예수를 믿을 때 우리는 의롭다 함을 얻을 뿐 아니라, 예수의 죽음과고 부활에 연합한 것을 근거로 죄와 획기적으로 결별한 거룩한 이가 되었다. 이렇게 결정적으로 죄와 분리되어 새사람이 된 근본적인 성화의 사실은 점진적인 성화 과정의 근본 바탕이 된다. 죄와 육신과 대적해서 싸우며 새사람 가운데 행하라는 점진적인 성화에 대한 모든 신약성경의 권면과 명령의 말씀은 근본적인 성화가 이루어졌다는 이 사실에 근거하고 있다.